# Phalaenopsis deliciosa
Phalaenopsis deliciosa là một loài lan có mặt từ tiểu lục địa Ấn Độ cho đến Malesia.

## Hình ảnh

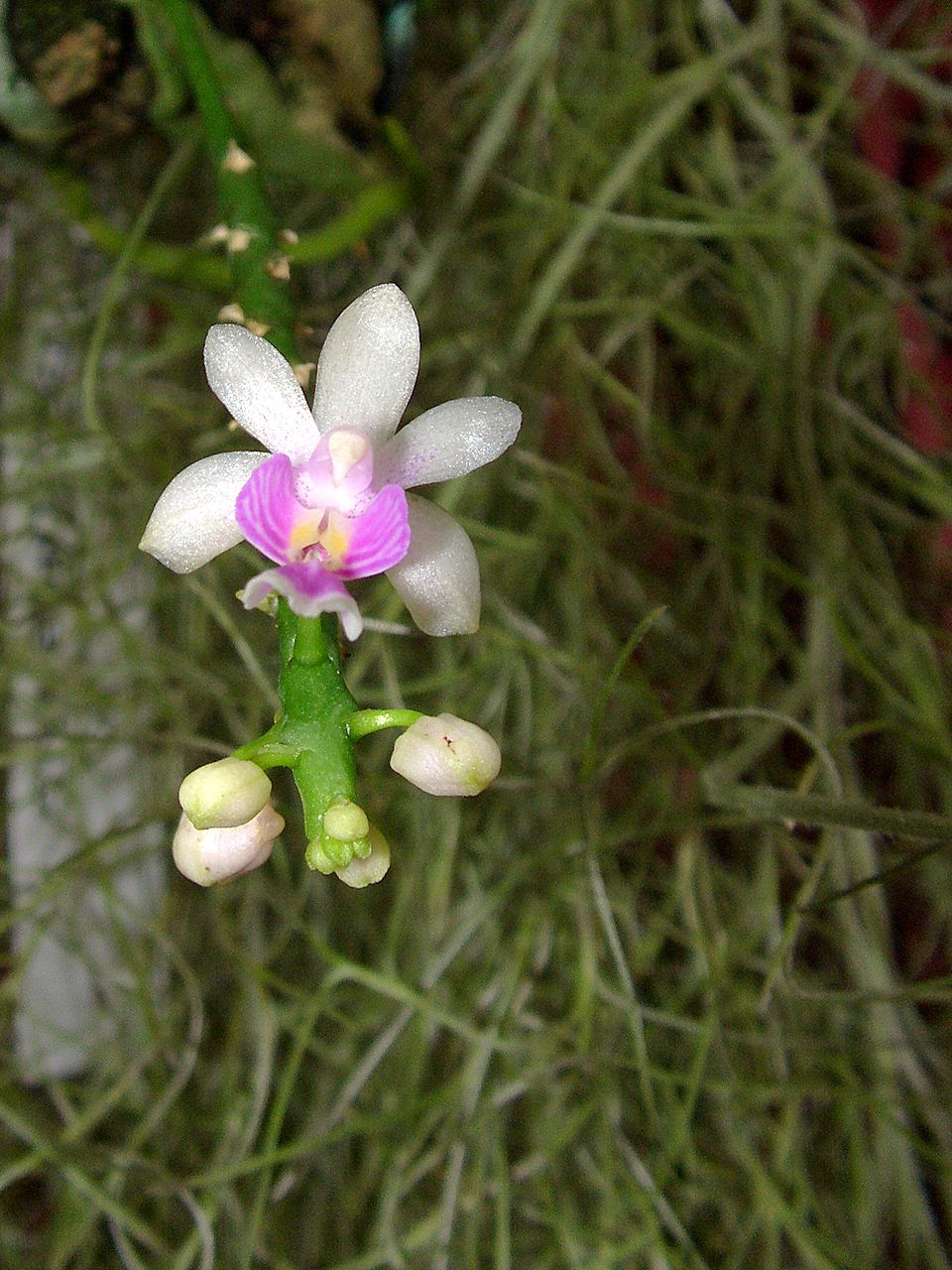
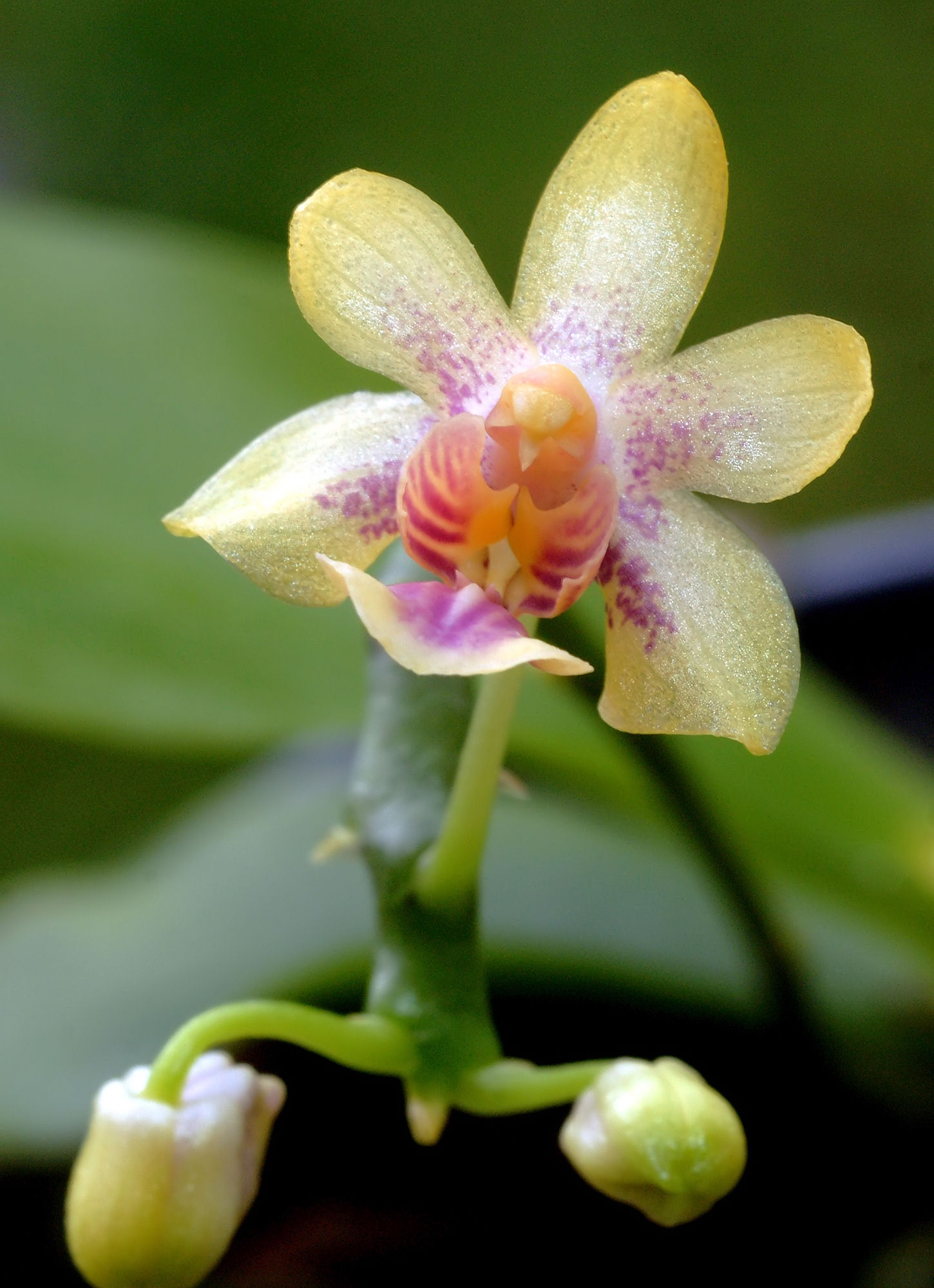
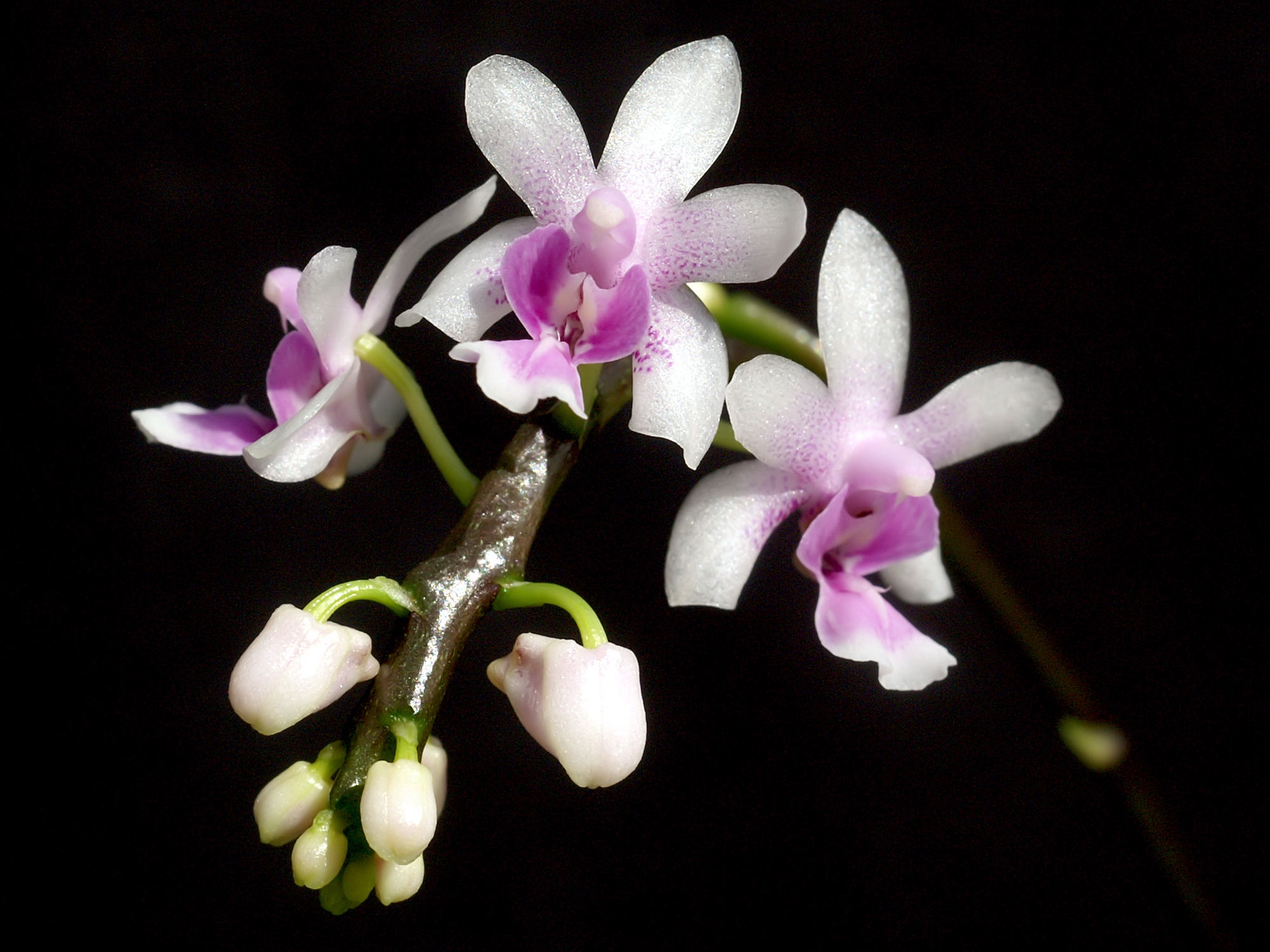
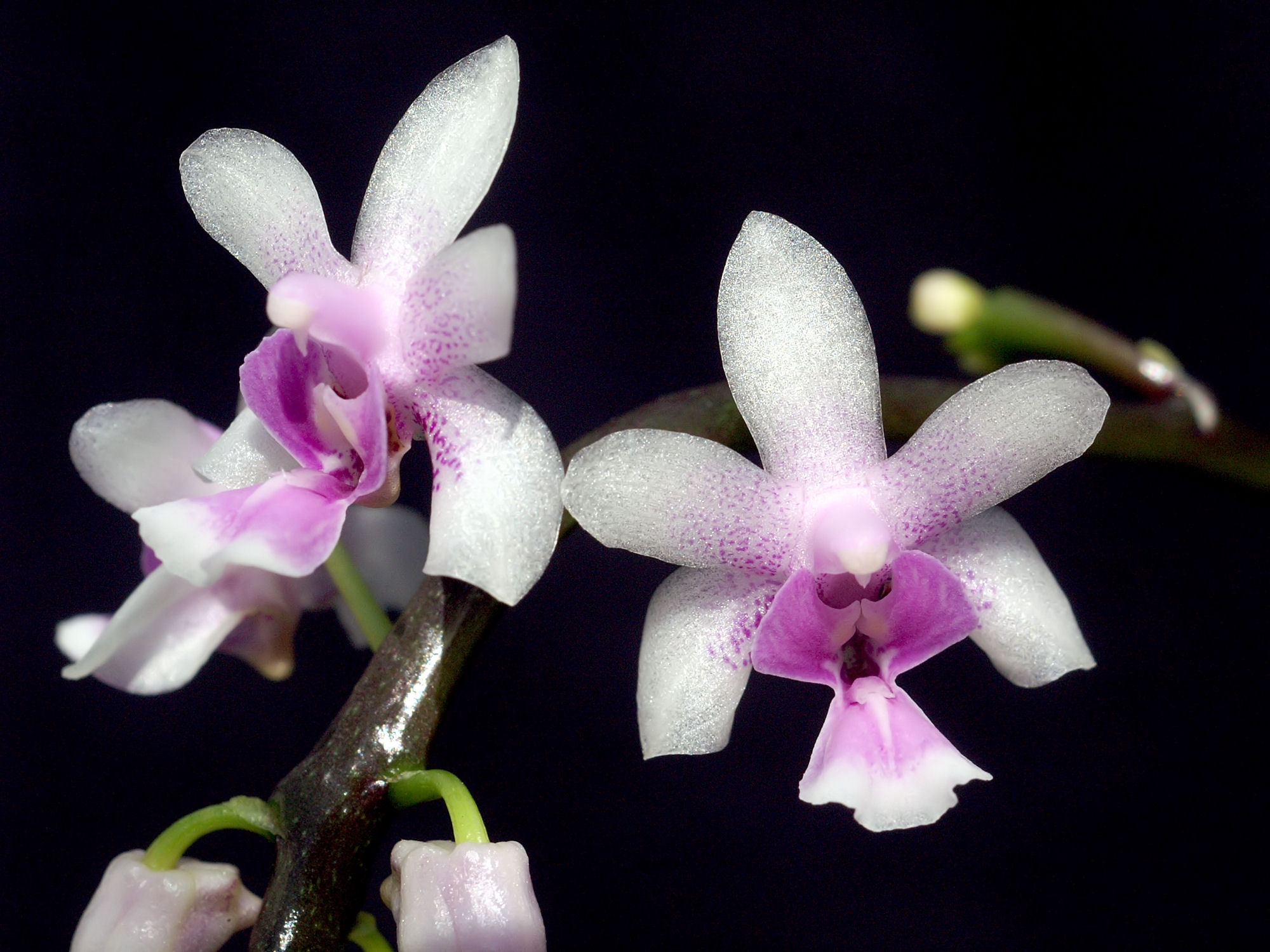